# Presidente Jânio Quadros
Presidente Jânio Quadros è un comune del Brasile nello Stato di Bahia, parte della mesoregione del Centro-Sul Baiano e della microregione di Brumado.